# قريضة كريتية
العَيْدَمُ أو اللَّاذَنُ الإِكْرِيتِيُّ أو القريضة الكريتية أو اللاذن الكريتي نوع نباتي يتبع جنس القريضة من الفصيلة القريضية (باللاتينية: Cistaceae).

## الموئل والانتشار
موطن هذا النبات حوض البحر الأبيض المتوسط.